# Cernovo, Sofia
Cernovo (în bulgară Черньово) este un sat în comuna Ihtiman, regiunea Sofia,  Bulgaria. 

## Demografie
Componența etnică a satului Cernovo
     Bulgari (92,01%)
     Nicio identificare (7,98%)
     Altele (0%)
La recensământul din 2011, populația satului Cernovo era de 288 locuitori. Din punct de vedere etnic, majoritatea locuitorilor (92,01%) erau bulgari. Pentru 7,98% din locuitori nu este cunoscută apartenența etnică.